# Eucalyptus leucophloia
Eucalyptus leucophloia är en myrtenväxtart som beskrevs av Murray Ian Hill Brooker. Eucalyptus leucophloia ingår i släktet Eucalyptus och familjen myrtenväxter. Inga underarter finns listade i Catalogue of Life.

## Bildgalleri

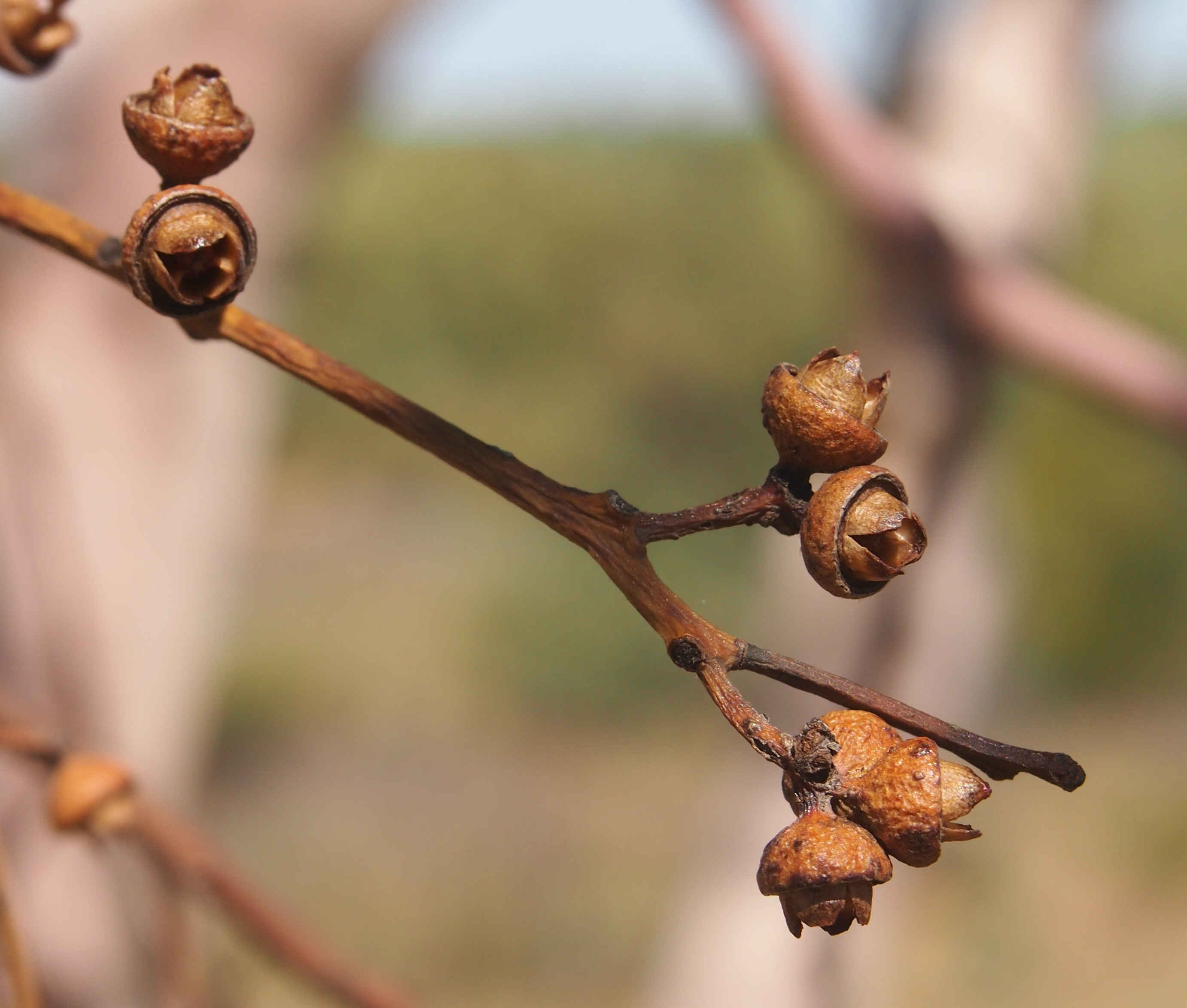
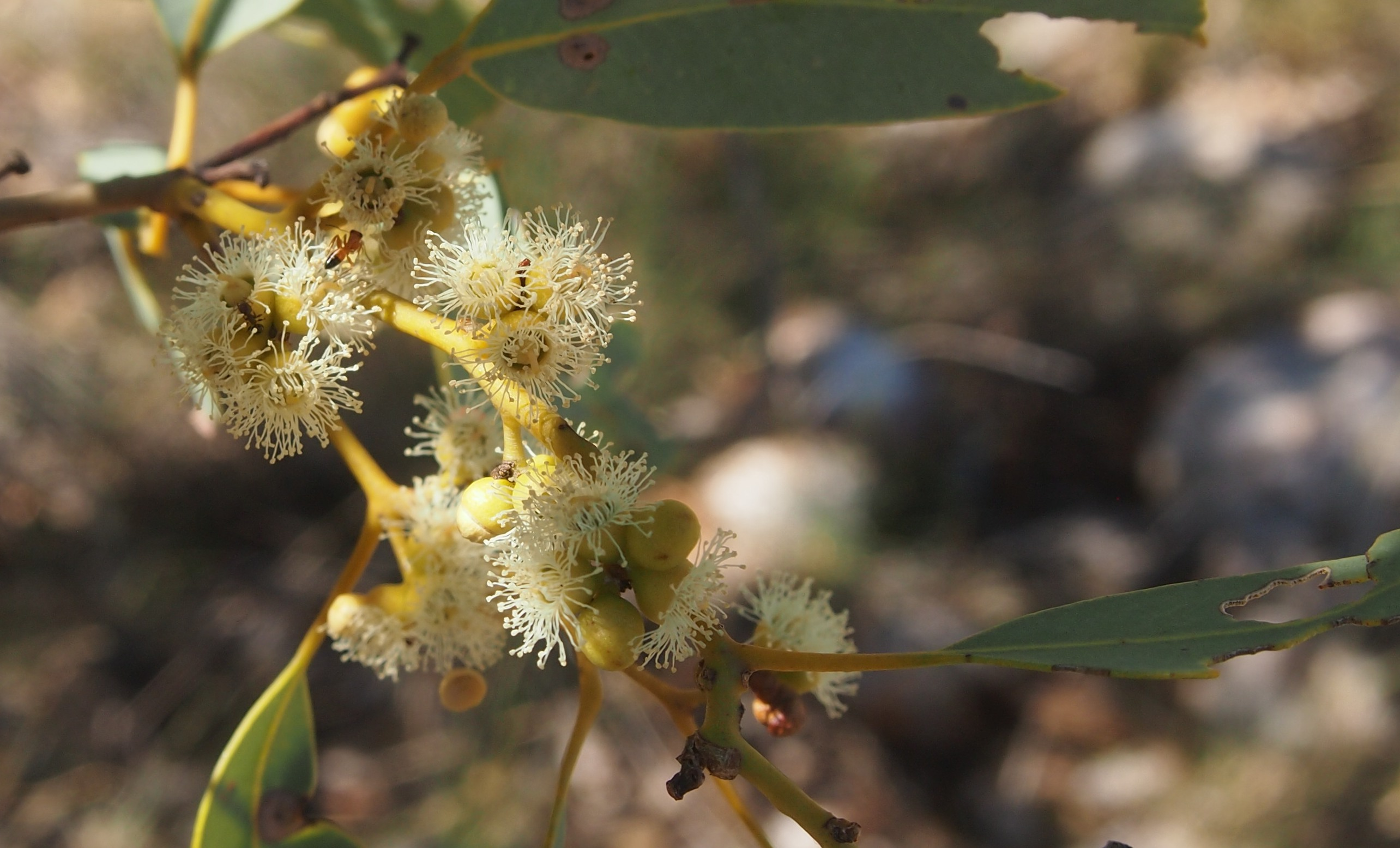
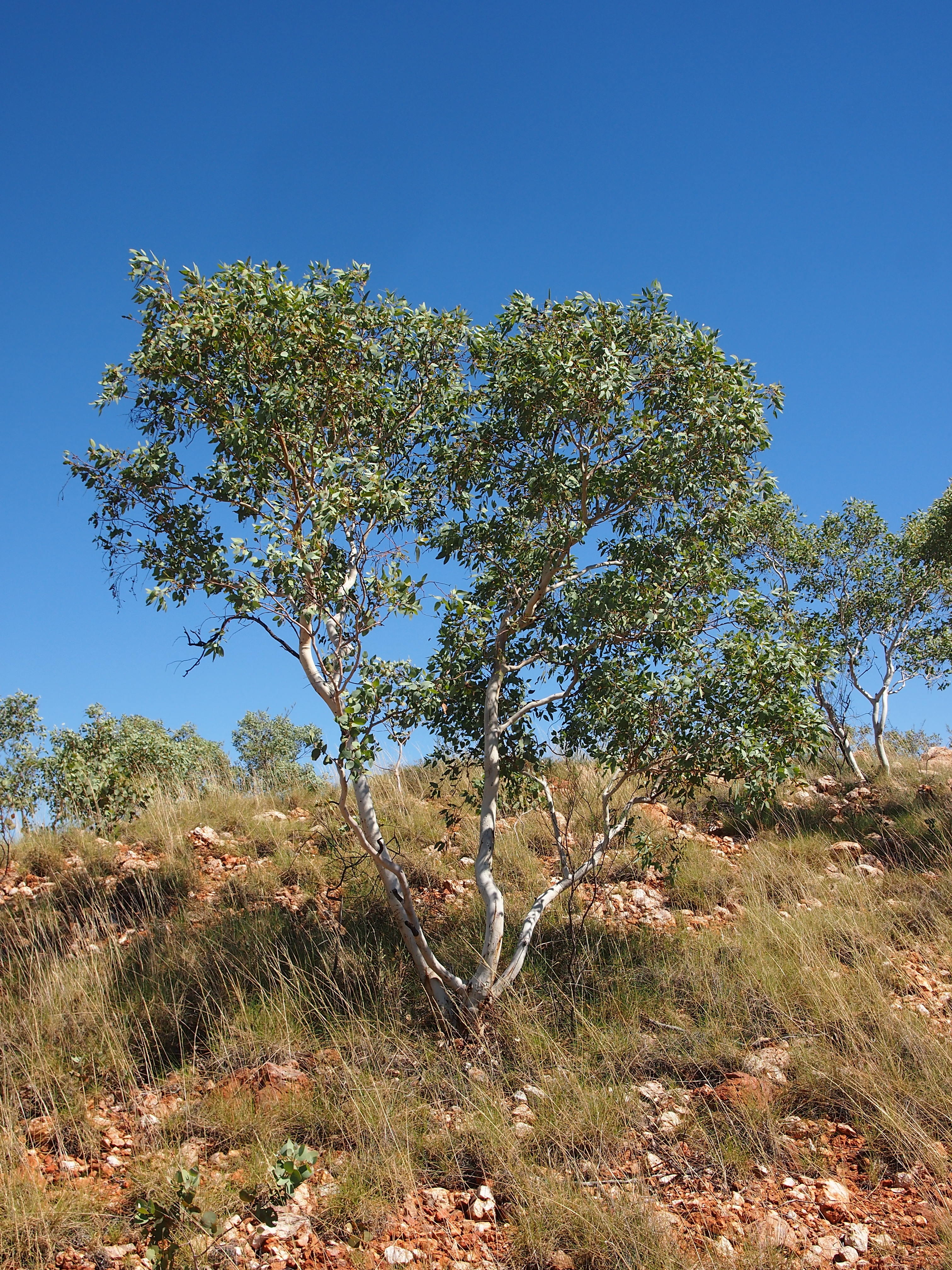